# Schlatt (Thurgovie)
Pour les articles homonymes, voir Schlatt.
Schlatt est une commune suisse du canton de Thurgovie, située dans le district de Frauenfeld.